# Carlos Aragonés
Carlos Aragonés   (Yacuiba, 16 de febrer de 1956) és un exfutbolista bolivìà de la dècada de 1970 i entrenador.
Fou 31 cops internacional amb la selecció de Bolívia.
Pel que fa a clubs, defensà els colors de Bolívar, Palmeiras, Coritiba, i Destroyers.
Trajectòria com a entrenador:
- 1989-1990: Blooming
- 1991: Real Santa Cruz
- 1992-1993: The Strongest
- 1993-1997:  Bolívia (assistent)
- 1997-1999: Blooming
- 2000-2001:  Bolívia
- 2003: Blooming
- 2004: Oriente Petrolero
- 2005-2006: Bolívar
- 2010-2011: Blooming